# Zavoljski (Pal·làssovka)
|  | Per a altres significats, vegeu «Zavoljski». |

Zavoljski (en rus: Заволжский) és un poble (un possiólok) de l'óblast de Volgograd, a Rússia, segons el cens del 2010 tenia 1.828 habitants. Pertany al districte municipal de Pal·làssovka.